# Neil Paterson (patinage artistique)
Pour les articles homonymes, voir Paterson.
Neil Paterson, né le 21 avril 1964 à Ottawa, est un patineur artistique canadien, double vice-champion du Canada en 1985 et 1986.

## Biographie

### Carrière sportive
Neil Paterson est double vice-champion du Canada en 1985 et 1986 derrière son compatriote Brian Orser.
Il représente son pays à un mondial junior (1980 à Megève), trois mondiaux seniors (1985 à Tokyo, 1986 à Genève et 1988 à Budapest) et aux Jeux olympiques d'hiver de 1988 à Calgary.
Il arrête les compétitions sportives après les mondiaux de 1988.

## Palmarès
| Compétitions principales      | 1980    | 1981    | 1982    | 1983    | 1984    | 1985    | 1986    | 1987    | 1988    |  |  |  |  |  |
| Jeux olympiques d'hiver       |         |         |         |         |         |         |         |         | 16e     |  |  |  |  |  |
| Championnats du monde         |         |         |         |         |         | 10e     | 18e     |         | 13e     |  |  |  |  |  |
| Championnats du Canada        |         |         | 7e      | 7e      |         | 2e      | 2e      | 4e      | 3e      |  |  |  |  |  |
| Championnats du monde juniors | 6e      |         |         |         |         |         |         |         |         |  |  |  |  |  |
|                               |         |         |         |         |         |         |         |         |         |  |  |  |  |  |
| Autres Compétitions           | 1979/80 | 1980/81 | 1981/82 | 1982/83 | 1983/84 | 1984/85 | 1985/86 | 1986/87 | 1987/88 |  |  |  |  |  |
| Skate Canada                  |         |         |         |         |         |         | 4e      | 4e      | 5e      |  |  |  |  |  |
| Trophée NHK                   |         |         |         | 8e      |         |         | 7e      |         |         |  |  |  |  |  |
|                               |         |         |         |         |         |         |         |         |         |  |  |  |  |  |